# Aravindh Chithambaram
Aravindh Chithambaram (* 11. September 1999 in Thirunagar, Madurai, Tamil Nadu, Indien) ist ein indischer Schachspieler. Er gewann zweimal die Indischen Schachmeisterschaften, 2018 und 2019.

## Schachkarriere

### Erfolge in der Jugend
Bereits im Alter von nur 12 Jahren hat Aravindh Chithambaram die nationale indische U19-Meisterschaft gewonnen. Bei den Jugendweltmeisterschaften im Schach 2012 in Maribor wurde er in der Altersklasse U14 zweiter hinter Kayden Troff.

### Weg zum Großmeister-Titel
Seine erste Großmeister-Norm erzielte er, als er 14-jährig und gesetzt nur an Platz 53, das Open-GM-Turnier in Chennai 2013 gewann. Bei diesem Open, das anlässlich der Schachweltmeisterschaft Anand-Carlsen stattfand, erreichte er eine Rating-Performance von 2728, die seine damalige Elo-Wertung von 2335 bei weitem übertraf.

„I never expected to win the Chennai Open. I would have been just happy with a norm.“

„Ich habe nie erwartet, das Chennai Open zu gewinnen. Ich wäre auch mit einer Norm zufrieden gewesen.“

Seit 2014 trägt er den Titel Internationaler Meister, zum Großmeister wurde er 2015 ernannt.

### Erfolge als Großmeister
Bei den Aeroflot Open 2018 in Moskau 2018 belegte er den 26. Platz bei 92 Teilnehmern. Er erreichte ein Ergebnis von 5 Punkten aus 9 Partien (+3 =4 −2).
Im Februar 2020 belegte Aravindh Chithambaram bei den 18. Aeroflot Open in Moskau den vierten Platz hinter Aydın Süleymanlı (Aserbaidschan), Rinat Schumabajew (Kasachstan) und Rauf Məmmədov (Aserbaidschan). 2024 gewann er das Chennai Grand Masters, nachdem er sich im Tie-Break gegen Lewon Aronjan mit 2:0 durchgesetzt hatte.

### Vereine
In der Schachbundesliga 2024/25 spielt Aravindh Chithambaram für den Titelverteidiger SC Viernheim.

## Sonstiges
Aravindh erlernte das Schachspiel im Alter von sieben Jahren von seinem Großvater.